# Dấu ấn Cộng đồng các Quốc gia Độc lập
'Dấu ấn Dấu ấn Cộng đồng các Quốc gia Độc lập' (tiếng Nga: Флаг Содружества Независимых Государств) mô tả một mặt trời màu vàng trên một lĩnh vực màu xanh đậm, với tám cột uốn giữ mặt trời.

## Mô tả

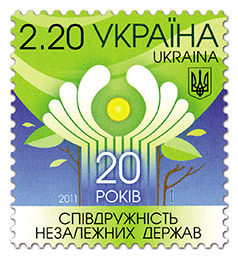
Tem của Ukraina, 2011

Thiết kế (phản ánh một trong những cờ Cộng đồng các Quốc gia Độc lập) tượng trưng cho mong muốn hợp tác bình đẳng, đoàn kết, hòa bình và ổn định.